# Sinanodonta woodiana
Sinanodonta woodiana — вид прісноводних двостулкових молюсків родини перловицевих (Unionidae).

## Поширення

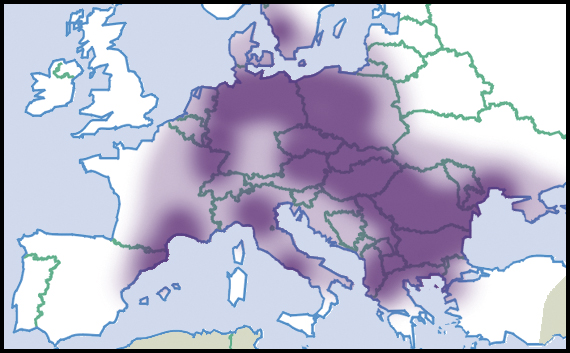
Поширення виду в Європі, станом на 2012 рік

Батьківщиною виду є Східна Азія та Індокитай. Молюск мешкає у повільних річках та непротічних ставках від басейну річки Амур на півночі до Камбоджі на півдні. Починаючи з 1960-х років він почав поширюватися по світу. Так, у 1963 році разом з мальками коропа, товстолобика та білого амура був завезений до Європи (вперше його помітили у ставках Угорщини та Румунії, а звідси він поширився по всій Європі). Згодом зафіксований в Таїланді, М'янмі, Сінгапурі, Індонезії, США, Коста-Риці та Домініканській Республіці. В Україні вперше помічений у 2001 році в гирлі річки Дунай.

## Опис
Мушля овальна, гладка, завдовжки 8-26 см, завширшки до 6 см, завтовшки до 12 см, вагою до 1,2 кг. Оболонка тонкостінна, дуже крихка. На поверхні чітко видно річні кільця. Може утворювати неправильні перлини. Колір черепашок варіюється від темно-коричневого до оливково-зеленого.

## Спосіб життя
Живе у стоячих водоймах або з повільною течією. Теплолюбний вид, переносить температуру води в межах 10-30ºC. Максимальний вік — 12-14 років. Розмножуватися може протягом першого року, маючи розмір лише 4-5 см. Для повного розвитку молюску потрібно пройти паразитарну фазу личинок, відому як глохідії. Деякий час личинки прикріплюються до зябер, шкіри та плавників різних видів риб.